# Ланга (Авіла)
Ланга (ісп. Langa) — муніципалітет в Іспанії, у складі автономної спільноти Кастилія-і-Леон, у провінції Авіла. Населення — 539 осіб (2010).
Муніципалітет розташований на відстані близько 120 км на північний захід від Мадрида, 41 км на північ від Авіли.

## Демографія
Динаміка населення (INE ):